# 나카야마조시탄키다이가쿠
나카야마조시탄키다이가쿠(일본어: 中山女子短期大学, 1986년 10월 6일 ~ )는 일본의 코미디언이다.